# توسعه ایتالیا تایلند
توسعه ایتالیا تایلند (انگلیسی: Italian-Thai Development) شرکت ساخت‌وساز تایلندی است، که در سال ۱۹۶۴ تأسیس شد.